# Kandaharia rechingerorum
Kandaharia rechingerorum är en växtart som är ensam art i släktet Kandaharia i familjen flockblommiga växter.
Arten är en monokarp perenn ört som förekommer i sydöstra Afghanistan. Den beskrevs av Reino Olavi Alava 1976.